# Bonnie Wright

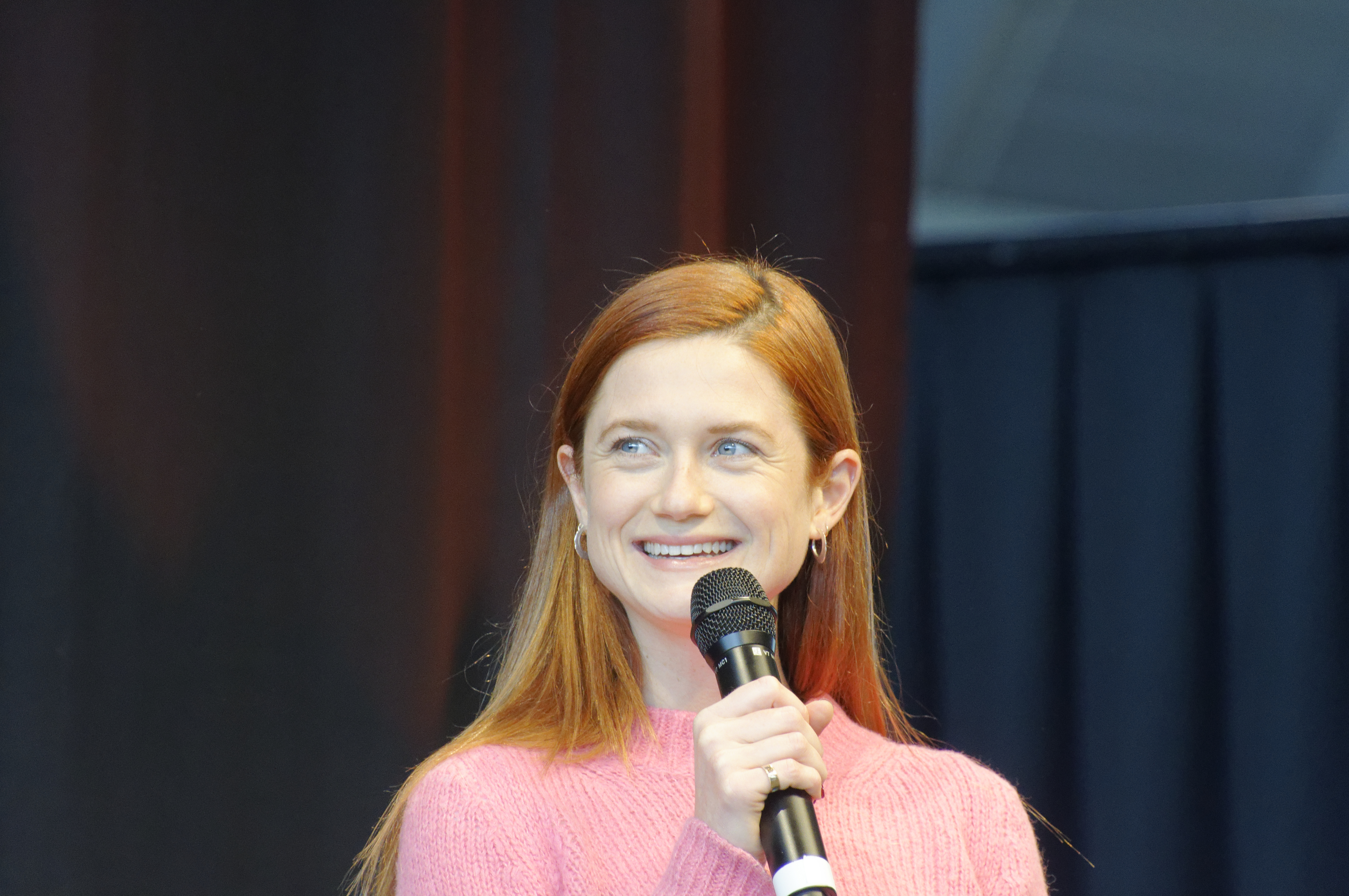
Bonnie Wright (2021)

Bonnie Francesca Wright (* 17. Februar 1991 in London, England) ist eine britische Filmschauspielerin und Filmemacherin, die durch ihre Rolle der Ginny Weasley in den Harry-Potter-Verfilmungen bekannt wurde.

## Leben und Karriere
Bonnie Wright wurde während der Castings für den ersten Harry-Potter-Film entdeckt. Nachdem sie in der Verfilmung des ersten Harry-Potter-Bandes nicht viel mehr als eine Komparsenrolle hatte, wurde ihre Figur Ginny Weasley in Harry Potter und die Kammer des Schreckens der Handlung im Buch entsprechend stark ausgebaut, im nächsten Film aber wieder auf eine kleine Nebenrolle reduziert. In Harry Potter und der Feuerkelch war sie wiederum stark präsent. Wright setzte ihre Rolle in Harry Potter und der Orden des Phönix fort. Als Vorbereitung für die Kampfszenen in diesem Film absolvierte Wright ein Stunttraining. Im sechsten Buch Harry Potter und der Halbblutprinz wurden Harry Potter und Ginny Weasley ein Paar, was auch im gleichnamigen Film umgesetzt wurde. Dadurch wurde ihre Rolle zu einer der wichtigsten in den letzten Filmen der Harry-Potter-Reihe. In der deutschen Sprachversion der Harry-Potter-Filme wurde sie von Sabrina Tafelmeier (nur Harry Potter und der Stein der Weisen) und Marcia von Rebay synchronisiert.
Nach den Dreharbeiten zu Harry Potter und die Heiligtümer des Todes begann Wright am London College of Communication ein Studium im Bereich Film- und Fernsehproduktion, das sie 2012 mit einem Bachelor of Arts abschloss. Sie konzentrierte sich anschließend auf eine Karriere hinter der Kamera und konnte 2012 ihren ersten Film, Separate We Come, Separate We Go, auf den Internationalen Filmfestspielen von Cannes vorführen. Der zwölfminütige Kurzfilm mit David Thewlis wurde als eindrucksvoller Regieeinstand gelobt. Mit ihrer Filmfirma BonBon Lumiere inszenierte sie seitdem weitere Kurzfilme und Musikvideos, letztere unter anderem für Künstler wie Sophie Lowe, Pete Yorn und Scarlett Johansson.
Nach dem Ende von Harry Potter steht Wright neben ihren Tätigkeiten als Filmemacherin noch gelegentlich vor der Kamera. Sie spielte in dem 2013 erschienenen Film The Philosophers – Wer überlebt? unter anderem mit Harry-Potter-Co-Star Freddie Stroma.

## Privates
Ihre Eltern sind Sheila Teague und Gary Wright. Sie hat einen älteren Bruder namens Lewis.
Ab 2009 war Bonnie Francesca Wright mit dem Schauspielkollegen Jamie Campbell Bower liiert und ab April 2011 mit ihm verlobt. Ende Juni 2012 trennte sich das Paar.
Im März 2022 heiratete sie Andrew Lococo, mit dem sie seit September 2020 liiert ist. Am 19. September 2023 bekamen sie einen Sohn.
Sozial engagiert sie sich als Botschafterin im Global Poverty Project. Außerdem setzt sie sich für das Recyceln von Plastikmüll ein. So startete sie in Kooperation mit Fair Harbor, einem Geschäft für Badebekleidung, welches sich auf nachhaltige Kleidung spezialisiert hat, ihre eigene Bademodelinie. Diese wird aus recycelten Plastikflaschen produziert.

## Filmografie (Auswahl)

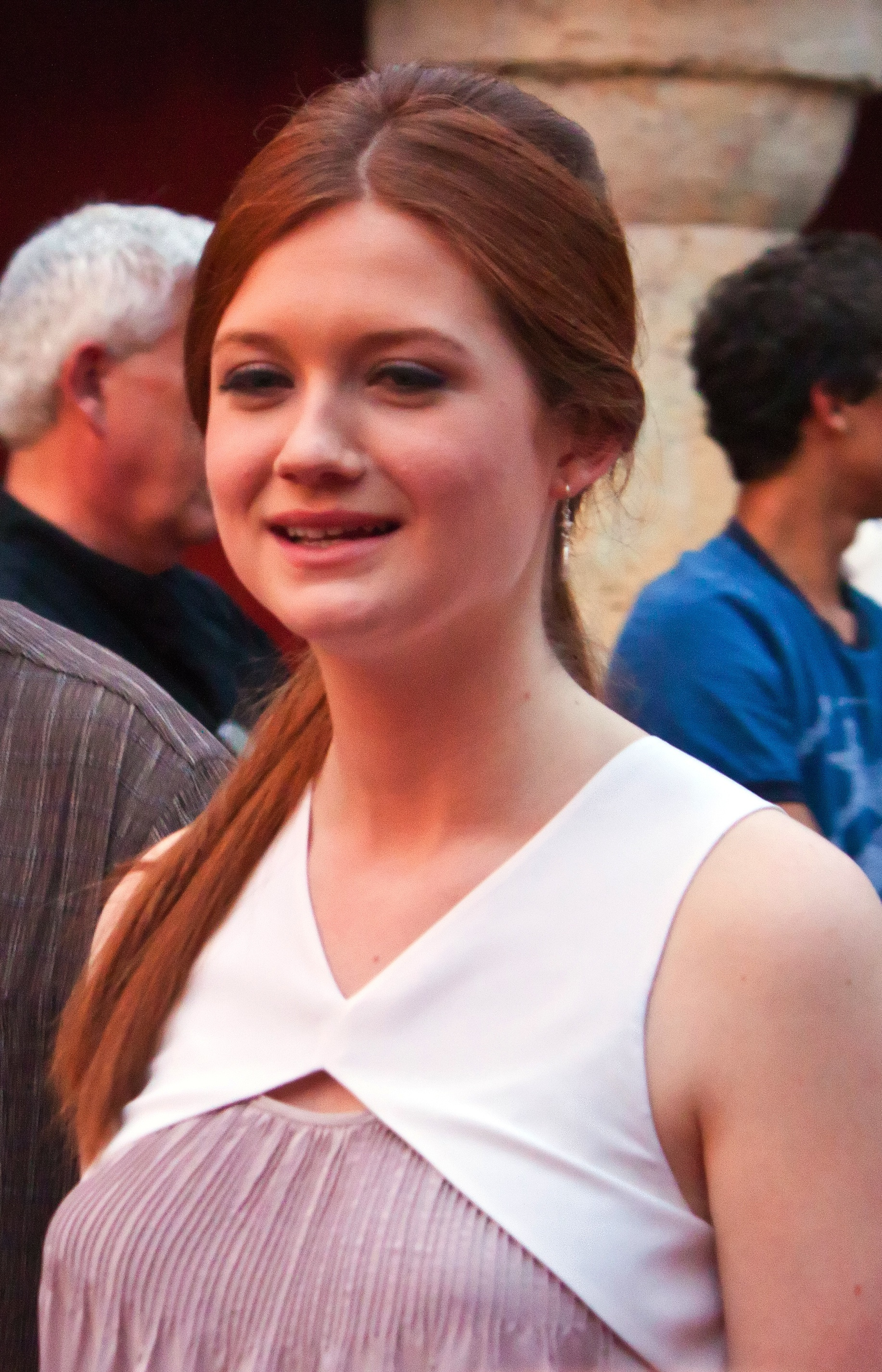
Bonnie Wright (2010)

### Als Schauspielerin
- 2001: Harry Potter und der Stein der Weisen (Harry Potter and the Philosopher’s Stone)
- 2002: Harry Potter und die Kammer des Schreckens (Harry Potter and the Chamber of Secrets)
- 2002: Schiffbrüchig (Stranded, Fernsehfilm)
- 2004: Harry Potter und der Gefangene von Askaban (Harry Potter and the Prisoner of Azkaban)
- 2004: Agatha Christie: A Life in Pictures (Fernsehfilm)
- 2005: Harry Potter und der Feuerkelch (Harry Potter and the Goblet of Fire)
- 2007: Harry Potter und der Orden des Phönix (Harry Potter and the Order of the Phoenix)
- 2007: Tauschrausch (The Replacements, Fernsehserie, Folge 2x11, Stimme)
- 2009: Harry Potter und der Halbblutprinz (Harry Potter and the Half-Blood Prince)
- 2010: Harry Potter und die Heiligtümer des Todes – Teil 1 (Harry Potter and the Deathly Hallows – Part 1)
- 2011: Harry Potter und die Heiligtümer des Todes – Teil 2 (Harry Potter and the Deathly Hallows – Part 2)
- 2013: The Sea
- 2013: The Philosophers – Wer überlebt? (After the Dark)
- 2013: Before I Sleep
- 2014: Eine tierische Weihnachtsgeschichte (My Dad Is Scrooge) (Stimme)
- 2015: Sweat (Kurzfilm)
- 2015: Who Killed Nelson Nutmeg?
- 2018: A Christmas Carol
- 2022: Harry Potter 20th Anniversary: Return to Hogwarts (Fernsehspecial)

### Als Regisseurin
- 2012: Separate We Come, Separate We Go (Kurzfilm)
- 2014: Know Thyself (Kurzfilm)
- 2016: Sextant (Kurzfilm)
- 2017: Phone Calls (Kurzfilm)
- 2018: Medusa’s Ankles (Kurzfilm)